# Srečko Katanec
Srečko Katanec (Lubiana, 16 luglio 1963) è un allenatore di calcio ed ex calciatore sloveno, di ruolo centrocampista.

## Carriera

### Giocatore

#### Club
Di origini croate, iniziò a giocare a calcio all'età di 7 anni nell'NK Lubiana. Nel 1981 si trasferì all'Olimpia Lubiana e nel 1985 alla Dinamo Zagabria. Un anno più tardi fu acquistato dal Partizan, con cui vinse il campionato jugoslavo nel 1987. Nel 1988 passò allo Stoccarda, formazione con la quale raggiunse la finale della Coppa UEFA 1988-1989, persa contro il Napoli.
Per la stagione seguente fu acquistato per 3,325 miliardi di lire dalla Sampdoria, squadra con cui si aggiudicò la Coppa delle Coppe 1989-1990. Nella compagine blucerchiata militò fino al 1994, vincendo lo scudetto nel campionato 1990-1991, la Coppa Italia nel 1994 e perdendo la finale di Coppa dei Campioni 1991-1992, risultando essere uno dei protagonisti della squadra specialmente negli anni di Vujadin Boškov.
Finito il contratto con la Sampdoria, rimane svincolato e si ritira dal calcio giocato nel 1994 a 31 anni.

#### Nazionale
Ha vestito la maglia della nazionale jugoslava al campionato d'Europa 1984 e nello stesso anno alle Olimpiadi di Los Angeles, oltre che al campionato del mondo 1990. Nel suo ultimo anno di attività fece in tempo a ottenere 5 convocazioni nella neonata nazionale slovena.

### Allenatore
Inizia la propria carriera da allenatore con la nazionale under-21 della Slovenia, che guida tra il 1996 e il 1998. Per un breve periodo, nel 1998, guida il Gorica.
Nel 1998 è nominato selezionatore della Slovenia, che guida ad una sorprendente qualificazione al campionato d'Europa 2000 dopo aver eliminato l'Ucraina ai play-off. Nella fase finale del torneo la nazionale slovena ottiene due pareggi alla sua prima partecipazione ad una competizione internazionale di rilievo; uno di questi è contro la Jugoslavia per 3-3, con gli sloveni che si fanno rimontare 3 gol di vantaggio. Due anni più tardi Katanec conduce la squadra alla qualificazione al campionato del mondo nippo-sudcoreano, nuovamente tramite i play-off, in cui questa volta gli sloveni si qualificano a spese della Romania. Nella manifestazione iridata la Slovenia perde tutte e tre le partite della prima fase ed è eliminata al primo turno.
Il 2 novembre 2002 diventa tecnico dell'Olympiakos. Esordisce nella partita pareggiata per 1-1 contro l'AEK Atene. Dopo quattro giorni esordisce in Champions League, con la squadra già eliminata dalla competizione, nella gara pareggiata per 3-3 contro il Maccabi Tel Aviv. Il 7 febbraio 2003 viene esonerato dall'incarico, con un bilancio di 7 vittorie, 4 pareggi e una sconfitta.
Il 16 febbraio 2006 diventa CT della Macedonia. Esordisce nell'amichevole vinta per 1-0 contro la Turchia. Non riesce a qualificare la squadra all'europeo del 2008, nonostante nel girone colga un pari per 0-0 in trasferta contro l'Inghilterra, oltre che una vittoria per 2-0 contro la Croazia. Il 6 aprile 2009, a seguito della sconfitta per 4-0 contro i Paesi Bassi, dopo appena quattro partite di qualificazione al campionato del mondo 2010 (una vittoria e 3 sconfitte), rassegna le dimissioni per mancanza di serenità nella squadra.
Il 22 giugno 2009 diventa CT degli Emirati Arabi Uniti. Esordisce nell'amichevole vita per 3-2 contro la Repubblica Ceca. Gli Emirati Arabi Uniti prendono parte alla Coppa d'Asia 2011, dove non riescono a superare il proprio girone, piazzandosi ultimi con un solo punto. Il 9 settembre 2011, dopo la sconfitta con il Libano per 3-1 in una partita valevole per la qualificazione al campionato del mondo 2014, Katanec è esonerato.
Il 2 gennaio 2013 torna alla guida della Slovenia. Il 6 febbraio esordisce nell'amichevole persa per 3-0 contro la Bosnia ed Erzegovina. La Slovenia non riesce, tuttavia, a qualificarsi per il campionato del mondo 2014, arrivando terza nel girone E dietro a Svizzera e Islanda. La Slovenia ottiene poi il terzo posto nel proprio girone di qualificazione al campionato d'Europa 2016 e partecipa dunque ai play-off, dove viene eliminata dall'Ucraina. Il 24 dicembre 2017, dopo aver fallito la qualificazione al campionato mondiale del 2018, rassegna le dimissioni.
Il 5 settembre 2018 diventa nuovo CT dell'Iraq. Guida la squadra durante la Coppa d'Asia 2019, in cui l'Iraq si ferma agli ottavi contro il Qatar (sconfitta per 1-0).

## Statistiche

### Cronologia presenze e reti in nazionale

#### Jugoslavia
| Cronologia completa delle presenze e delle reti in nazionale ― Jugoslavia | Cronologia completa delle presenze e delle reti in nazionale ― Jugoslavia | Cronologia completa delle presenze e delle reti in nazionale ― Jugoslavia | Cronologia completa delle presenze e delle reti in nazionale ― Jugoslavia | Cronologia completa delle presenze e delle reti in nazionale ― Jugoslavia | Cronologia completa delle presenze e delle reti in nazionale ― Jugoslavia | Cronologia completa delle presenze e delle reti in nazionale ― Jugoslavia | Cronologia completa delle presenze e delle reti in nazionale ― Jugoslavia |
| Data                                                                      | Città                                                                     | In casa                                                                   | Risultato                                                                 | Ospiti                                                                    | Competizione                                                              | Reti                                                                      | Note                                                                      |
| ------------------------------------------------------------------------- | ------------------------------------------------------------------------- | ------------------------------------------------------------------------- | ------------------------------------------------------------------------- | ------------------------------------------------------------------------- | ------------------------------------------------------------------------- | ------------------------------------------------------------------------- | ------------------------------------------------------------------------- |
| 12-11-1983                                                                | Zagabria                                                                  | Jugoslavia                                                                | 0 – 0                                                                     | Francia                                                                   | Amichevole                                                                | -                                                                         |                                                                           |
| 14-12-1983                                                                | Cardiff                                                                   | Galles                                                                    | 1 – 1                                                                     | Jugoslavia                                                                | Qual. Euro 1984                                                           | -                                                                         |                                                                           |
| 21-12-1983                                                                | Spalato                                                                   | Jugoslavia                                                                | 3 – 2                                                                     | Bulgaria                                                                  | Qual. Euro 1984                                                           | -                                                                         |                                                                           |
| 2-6-1984                                                                  | Oeiras                                                                    | Portogallo                                                                | 2 – 3                                                                     | Jugoslavia                                                                | Amichevole                                                                | -                                                                         |                                                                           |
| 7-6-1984                                                                  | La Línea de la Concepción                                                 | Spagna                                                                    | 0 – 1                                                                     | Jugoslavia                                                                | Amichevole                                                                | -                                                                         |                                                                           |
| 13-6-1984                                                                 | Lens                                                                      | Belgio                                                                    | 2 – 0                                                                     | Jugoslavia                                                                | Euro 1984 - 1º turno                                                      | -                                                                         |                                                                           |
| 16-6-1984                                                                 | Lione                                                                     | Jugoslavia                                                                | 0 – 5                                                                     | Danimarca                                                                 | Euro 1984 - 1º turno                                                      | -                                                                         | 57’                                                                       |
| 19-6-1984                                                                 | Saint-Étienne                                                             | Francia                                                                   | 3 – 2                                                                     | Jugoslavia                                                                | Euro 1984 - 1º turno                                                      | -                                                                         | 84’                                                                       |
| 29-10-1986                                                                | Spalato                                                                   | Jugoslavia                                                                | 4 – 0                                                                     | Turchia                                                                   | Amichevole                                                                | -                                                                         |                                                                           |
| 12-11-1986                                                                | Londra                                                                    | Inghilterra                                                               | 2 – 0                                                                     | Jugoslavia                                                                | Qual. Euro 1988                                                           | -                                                                         |                                                                           |
| 25-3-1987                                                                 | Banja Luka                                                                | Jugoslavia                                                                | 4 – 0                                                                     | Austria                                                                   | Amichevole                                                                | -                                                                         | 36’                                                                       |
| 29-4-1987                                                                 | Belfast                                                                   | Irlanda del Nord                                                          | 1 – 2                                                                     | Jugoslavia                                                                | Qual. Euro 1988                                                           | -                                                                         | 46’                                                                       |
| 23-9-1987                                                                 | Pisa                                                                      | Italia                                                                    | 1 – 0                                                                     | Jugoslavia                                                                | Amichevole                                                                | -                                                                         |                                                                           |
| 14-10-1987                                                                | Belgrado                                                                  | Jugoslavia                                                                | 3 – 0                                                                     | Irlanda del Nord                                                          | Qual. Euro 1988                                                           | -                                                                         |                                                                           |
| 11-11-1987                                                                | Belgrado                                                                  | Jugoslavia                                                                | 1 – 4                                                                     | Inghilterra                                                               | Qual. Euro 1988                                                           | 1                                                                         |                                                                           |
| 16-12-1987                                                                | Smirne                                                                    | Turchia                                                                   | 2 – 3                                                                     | Jugoslavia                                                                | Qual. Euro 1988                                                           | 1                                                                         | 69’                                                                       |
| 23-3-1988                                                                 | Swansea                                                                   | Galles                                                                    | 1 – 2                                                                     | Jugoslavia                                                                | Amichevole                                                                | -                                                                         |                                                                           |
| 31-3-1988                                                                 | Spalato                                                                   | Jugoslavia                                                                | 1 – 1                                                                     | Italia                                                                    | Amichevole                                                                | -                                                                         |                                                                           |
| 4-6-1988                                                                  | Brema                                                                     | Germania Ovest                                                            | 1 – 1                                                                     | Jugoslavia                                                                | Amichevole                                                                | -                                                                         |                                                                           |
| 24-8-1988                                                                 | Lucerna                                                                   | Svizzera                                                                  | 0 – 2                                                                     | Jugoslavia                                                                | Amichevole                                                                | -                                                                         |                                                                           |
| 19-10-1988                                                                | Glasgow                                                                   | Scozia                                                                    | 1 – 1                                                                     | Jugoslavia                                                                | Qual. Mondiali 1990                                                       | 1                                                                         | 72’                                                                       |
| 19-11-1988                                                                | Belgrado                                                                  | Jugoslavia                                                                | 3 – 2                                                                     | Francia                                                                   | Qual. Mondiali 1990                                                       | -                                                                         | 60’                                                                       |
| 29-4-1989                                                                 | Parigi                                                                    | Francia                                                                   | 0 – 0                                                                     | Jugoslavia                                                                | Qual. Mondiali 1990                                                       | -                                                                         | 29’                                                                       |
| 14-6-1989                                                                 | Oslo                                                                      | Norvegia                                                                  | 1 – 2                                                                     | Jugoslavia                                                                | Qual. Mondiali 1990                                                       | -                                                                         |                                                                           |
| 6-9-1989                                                                  | Belgrado                                                                  | Jugoslavia                                                                | 3 – 1                                                                     | Scozia                                                                    | Qual. Mondiali 1990                                                       | 1                                                                         |                                                                           |
| 3-6-1990                                                                  | Zagabria                                                                  | Jugoslavia                                                                | 0 – 2                                                                     | Paesi Bassi                                                               | Amichevole                                                                | -                                                                         | 59’                                                                       |
| 10-6-1990                                                                 | Milano                                                                    | Germania Ovest                                                            | 4 – 1                                                                     | Jugoslavia                                                                | Mondiali 1990 - 1º turno                                                  | -                                                                         |                                                                           |
| 14-6-1990                                                                 | Bologna                                                                   | Colombia                                                                  | 0 – 1                                                                     | Jugoslavia                                                                | Mondiali 1990 - 1º turno                                                  | -                                                                         | 46’                                                                       |
| 26-6-1990                                                                 | Verona                                                                    | Spagna                                                                    | 1 – 2 dts                                                                 | Jugoslavia                                                                | Mondiali 1990 - Ottavi di finale                                          | -                                                                         | 6’ 78’                                                                    |
| 31-10-1990                                                                | Belgrado                                                                  | Jugoslavia                                                                | 4 – 1                                                                     | Austria                                                                   | Qual. Euro 1992                                                           | 1                                                                         | 46’                                                                       |
| 14-11-1990                                                                | Copenaghen                                                                | Danimarca                                                                 | 0 – 2                                                                     | Jugoslavia                                                                | Qual. Euro 1992                                                           | -                                                                         |                                                                           |
| Totale                                                                    |                                                                           | Presenze                                                                  | 31                                                                        |                                                                           | Reti                                                                      | 5                                                                         |                                                                           |

#### Slovenia
| Cronologia completa delle presenze e delle reti in nazionale ― Slovenia | Cronologia completa delle presenze e delle reti in nazionale ― Slovenia | Cronologia completa delle presenze e delle reti in nazionale ― Slovenia | Cronologia completa delle presenze e delle reti in nazionale ― Slovenia | Cronologia completa delle presenze e delle reti in nazionale ― Slovenia | Cronologia completa delle presenze e delle reti in nazionale ― Slovenia | Cronologia completa delle presenze e delle reti in nazionale ― Slovenia | Cronologia completa delle presenze e delle reti in nazionale ― Slovenia |
| Data                                                                    | Città                                                                   | In casa                                                                 | Risultato                                                               | Ospiti                                                                  | Competizione                                                            | Reti                                                                    | Note                                                                    |
| ----------------------------------------------------------------------- | ----------------------------------------------------------------------- | ----------------------------------------------------------------------- | ----------------------------------------------------------------------- | ----------------------------------------------------------------------- | ----------------------------------------------------------------------- | ----------------------------------------------------------------------- | ----------------------------------------------------------------------- |
| 8-2-1994                                                                | Ta' Qali                                                                | Georgia                                                                 | 0 – 1                                                                   | Slovenia                                                                | Amichevole                                                              | -                                                                       | cap.                                                                    |
| 10-2-1994                                                               | Ta' Qali                                                                | Tunisia                                                                 | 2 – 2                                                                   | Slovenia                                                                | Amichevole                                                              | -                                                                       | cap.                                                                    |
| 12-2-1994                                                               | Ta' Qali                                                                | Malta                                                                   | 0 – 1                                                                   | Slovenia                                                                | Amichevole                                                              | -                                                                       | cap. 46’                                                                |
| 6-4-1994                                                                | Szombathely                                                             | Ungheria                                                                | 0 – 1                                                                   | Slovenia                                                                | Amichevole                                                              | 1                                                                       | cap.                                                                    |
| 7-9-1994                                                                | Maribor                                                                 | Slovenia                                                                | 1 – 1                                                                   | Italia                                                                  | Qual. Euro 1996                                                         | -                                                                       | cap. 55’                                                                |
| Totale                                                                  |                                                                         | Presenze                                                                | 5                                                                       |                                                                         | Reti                                                                    | 1                                                                       |                                                                         |

#### Nazionale
| Squadra             | Naz                            | dal              | al               | Record | Record | Record | Record | Record | Record | Record | Record     |
| Squadra             | Naz                            | dal              | al               | G      | V      | N      | P      | GF     | GS     | DR     | % Vittorie |
| ------------------- | ------------------------------ | ---------------- | ---------------- | ------ | ------ | ------ | ------ | ------ | ------ | ------ | ---------- |
| Slovenia            | Slovenia (bandiera)            | 1 luglio 1998    | 15 luglio 2002   | 46     | 17     | 16     | 13     | 64     | 59     | +5     | 36,96      |
| Macedonia           | Macedonia (bandiera)           | 16 febbraio 2006 | 7 aprile 2009    | 26     | 8      | 7      | 11     | 25     | 29     | −4     | 30,77      |
| Emirati Arabi Uniti | Emirati Arabi Uniti (bandiera) | 23 giugno 2009   | 6 settembre 2011 | 19     | 7      | 3      | 9      | 27     | 25     | +2     | 36,84      |
| Slovenia            | Slovenia (bandiera)            | 31 dicembre 2012 | 24 dicembre 2017 | 42     | 16     | 7      | 19     | 47     | 42     | +5     | 38,10      |
| Iraq                | Iraq (bandiera)                | 4 settembre 2018 | 30 giugno 2021   | 37     | 20     | 11     | 6      | 53     | 32     | +21    | 54,05      |
| Uzbekistan          | Uzbekistan (bandiera)          | 12 agosto 2021   | in corso         | 40     | 25     | 8      | 7      | 80     | 35     | +45    | 62,50      |
| Totale              | Totale                         | Totale           | Totale           | 210    | 93     | 52     | 65     | 296    | 222    | +74    | 44,29      |

## Palmarès

### Giocatore

#### Club

##### Competizioni nazionali
- Campionato jugoslavo: 1

Partizan Belgrado: 1986-1987
- Campionato italiano: 1

Sampdoria: 1990-1991
- Supercoppa italiana: 1

Sampdoria: 1991
- Coppa Italia: 1

Sampdoria: 1993-1994

##### Competizioni internazionali
- Coppa delle Coppe: 1

Sampdoria: 1989-1990

#### Nazionale
- Bronzo olimpico: 1

Jugoslavia: 1984